# Polly and Her Pals
Polly and Her Pals es una tira de prensa estadounidense creada por el historietista Cliff Sterrett, que duró desde 1912 hasta 1958. Se la considera una de las tiras con grafismo más innovador del siglo XX. Debutó como Positive Polly el 4 de diciembre de 1912 en los periódicos de William Randolph Hearst, inicialmente el New York Journal.

## Argumento y personajes
- Polly Perkins - Nominalmente la estrella de la serie, era una joven bonita, hija coqueta del movimiento sufragista y precursora de las flappers de los felices años veinte. Con el tiempo, el centro de la acción se desplazó desde Polly a aquellos que la rodeaban, y por ello el títúlo cambio a Polly and Her Pals, aunque sus "pals" (amigos en inglés) eran de hecho miembros de su familia: sus padres y primos.
- Paw (alias Sam'l o Sambo) Perkins - El excitable padre de Polly, principal personaje y auténtica estrella de la tira.
- Maw (alias Suzie) Perkins - La testaruda madre de Polly era la única con sentido común, poniéndose habitualmetne de parte de Polly.
- Ashur Earl Perkins - Alojándose con ellos está su lerdo sobrino Ash, fuente de malos consejos.
- Carrie - La cuñada de Paw, una huésped continua e irritante.
- Gertrude - La precoz y estropeada mocosa de una hermana de Carrie.
- Neewah - El criado japonés de la familia, que habitualmente no comprende lo que sucede (o simula que no lo comprende).
- Kitty - El gato de la casa, peremne y de color negro, que algunas veces juega un rol cómico en las tiras.